# Seznam dílů seriálu Detroit 1-8-7
Toto je seznam dílů seriálu Detroit 1-8-7. Americké policejní drama Detroit 1-8-7 vysílala americká stanice ABC.

## Přehled řad
| Řada | Díly | Premiéra v USA | Premiéra v USA  |
| Řada | Díly | První díl      | Poslední díl    |
| ---- | ---- | -------------- | --------------- |
| 1    | 18   | 21. září 2010  | 20. března 2011 |

## Seznam dílů
| Č. v seriálu | Původní název                                  | Režie              | Scénář                                                   | Premiéra v USA     |
| --- | ---------------------------------------------- | ------------------ | -------------------------------------------------------- | ------------------ |
| 1 | Pilot                                          | Jeffrey Nachmanoff | Jason Richman                                            | 21. září 2010      |
| Detektiv Louis Fitch pomáhá jeho novému partneru, detektivu Washingtonu, aby se připravil na vyšetřování – dvojitá vražda v lékárně. Seržant Longford a detektiv Mahajan vyšetřují vraždu právníka objeveného na železničním dvoře. Když forenzní vědci spojují případy, uvědomují si, že mají sériového vraha, který se pokouší pomstít těm, kteří mu vzali jeho rodinu. Detektiv John Stone je přeřazen z drogové oddělení do oddělení vražd. |                                                |                    |                                                          |                    |
| 2 | Local Hero / Overboard                         | Kevin Hooks        | Jason Richman a David Zabel                              | 28. září 2010      |
| 3 | Nobody's Home / Unknown Soldier                | Stephen Cragg      | Jason Richman a David Zabel                              | 5. října 2010      |
| 4 | Royal Bubbles / Needle Drop                    | Dean White         | Byron Balasco                                            | 12. října 2010     |
| 5 | Murder in Greektown / High School Confidential | Nick Gomez         | Denitria Harris-Lawrence                                 | 19. října 2010     |
| 6 | Lost Child / Murder 101                        | Paul McCrane       | Jason Richman a Nikki Toscano                            | 26. října 2010     |
| 7 | Broken Engagement / Trashman                   | Ed Bianchi         | Rob Hanning                                              | 9. listopadu 2010  |
| 8 | Déjà Vu / All In                               | Jean de Segonzac   | Mick Betancourt                                          | 16. listopadu 2010 |
| 9 | Home Invasion / Drive-By                       | Kevin Hooks        | Denitria Harris-Lawrence                                 | 30. listopadu 2010 |
| 11letý chlapec hrající doma počítačová hry je zasažen zbloudilou kulkou. Žena je podezřelá z vraždy jejího manžela. Poté se zjistí, že obě vraždy jsou propojeny, protože byla použita stejná zbraň. |                                                |                    |                                                          |                    |
| 10 | Shelter                                        | David Straiton     | David Zabel                                              | 7. prosince 2010   |
| V opuštěném přístřešku byla nalezena dvě těla. Longfordův otec je ke všemu překvapení schopen pomoci s tímto vyšetřováním. Mezitím Fitch, Washington, Stone a Sanchez vyšetřují vraždu Latina. |                                                |                    |                                                          |                    |
| 11 | Ice Man / Malibu                               | Paul Edwards       | Byron Balasco                                            | 4. ledna 2011      |
| Detektiv Fitch a Washington pracují s poručíkem Masonem v případu zavražděné hollywoodské herečky, která byla zabita při natáčení filmu v Detroitu. Detektivové Stone, Sanchez, Mahajan a seržant Longford se snaží zjistit, jak bezdomovec skončil zamrzlý v ledovém bloku. |                                                |                    |                                                          |                    |
| 12 | Key to the City                                | Seith Mann         | námět: Nikki Toscano scénář: Jason Richman a David Zabel | 11. ledna 2011     |
| Longfordův překvapivý odchod do důchodu je zastíněn zprávou o vraždě asistenta prokurátora na parkovišti soudního dvora. |                                                |                    |                                                          |                    |
| 13 | Road to Nowhere                                | Matthew Penn       | námět: Andrew Fash scénář: Jason Richman a David Zabel   | 1. února 2011      |
| 14 | Beaten / Cover Letter                          | Andrew Bernstein   | Rob Hanning                                              | 8. února 2011      |
| 15 | Legacy / Drag City                             | Dean White         | Nikki Toscano                                            | 15. února 2011     |
| 16 | Stone Cold                                     | Darnell Martin     | Mike Flynn                                               | 8. března 2011     |
| 17 | Motor City Blues                               | David Zabel        | David Zabel                                              | 15. března 2011    |
| 18 | Blackout                                       | Kevin Hooks        | Jason Richman                                            | 20. března 2011    |